# Интсоен, Кристиан Роллин М’помезок
Кристиан Роллин М’помезок Интсоен (англ. Christian Rollin M'pomézok Intsoen; род. 21 июня 1999, Бертуа) — камерунский футболист, защитник клуба «Сморгонь».

## Карьера

### «Крумкачи»
Воспитанник камерунской футбольной академии «Каджи», откуда позже в августе 2017 года футболист перешёл в камерунский клуб «Идинг Спорт», где продолжал выступать полтора года. Затем футболист переехал в Беларусь, где стал студентом белорусского университета и продолжал играть в футбол на любительском уровне. В феврале 2020 года футболист присоединился к белорусскому клубу «Крумкачи». Дебютный матч за минский клуб футболист сыграл 12 июля 2020 года против «Сморгони», выйдя на поле в стартовом составе. Футболист сразу же смог закрепиться в основной команде клуба, вместе с которым по итогу стал бронзовым призёром чемпионата, отправившись в стыковые матчи за право повышения в дивизионе. По итогу стыковых матчей футболист вместе с клубом уступил «Слуцку». По окончании сезона футболист покинул клуб.

### «Сморгонь»

#### Сезон 2021
В феврале 2021 года футболист проходил просмотр в столичном «Минске», однако клуб так и не подписал с футболистом контракт. Затем футболист на правах свободного агента присоединился к «Сморгони». Дебютировал за клуб футболист 13 марта 2021 года в матче против столичного «Энергетика-БГУ», выйдя на поле в стартовом составе. На протяжении сезона футболист выступал за сморгонский клуб в роли одного из ключевых игроков, однако результативными действиями не отличился. По итогу сезона футболист вместе с клубом завершили чемпионат на итоговом предпоследнем месте в турнирной таблице и вылетели в Первую лигу. По окончании сезона многие футболисты покинули клуб, в то время как сам камерунец остался в «Сморгони», имея право на выступление в Первой лиге.

#### Сезон 2022
В начале 2022 года футболист начинал готовиться к новому сезону совместно с клубом. Начало самого сезона футболист пропустил из-за проблем с оформлением необходимых документов. Первый матч в новом сезоне футболист сыграл 21 мая 2022 года против «Осиповичей», выйдя на поле в стартовом составе. Дебютным забитым голом за клуб футболист отличился 26 августа 2022 года в матче против «Барановичей», замкнув подачу с углового. В заключительном матче чемпионата 12 ноября 2022 года против пинской «Волны» футболист вышел на поле с капитанской повязкой. По итогу сезона футболист вместе с клубом стал серебряным призёром чемпионата, получив прямое повышение в Высшую лигу. На протяжении сезона футболист выступал за клуб в роли ключевого игрока, отличившись своим единственным забитым голом.

#### Сезон 2023
В начале 2023 года футболист начал подготовку к новому сезону со сморгонским клубом. Новый сезон футболист начал 19 марта 2023 года с матча против бобруйской «Белшины», выйдя на поле в стартовом составе и с капитанской повязкой. В матче 7 апреля 2023 года против «Ислочи» футболист получил травму и выбыл из распоряжения клуба на длительный срок. В конце июня 2023 года футболист полноценно вернулся в строй, снова став выходить на поле лишь с августа 2023 года. Первым результативным действием за клуб футболист отличился 3 сентября 2023 года в матче против «Слуцка», отдав голевую передачу. Своим дебютным забитым голдом в рамках чемпионата футболист отличился 17 сентября 2023 года в матче против борисовского БАТЭ. По итогу сезона футболист вместе с клубом завершил чемпионат на итоговом одиннадцатом месте, сохранив прописку в высшем дивизионе. За сезон футболист успел отличиться голевой передачей и забитым голом.

#### Сезон 2024
Перед началом нового сезона футболист продолжал подготовку со «Сморгонью». Первый матч в новом сезоне футболист сыграл 16 марта 2024 года против минского «Динамо», выйдя на поле в стартовом составе. Однако затем футболист выбыл из распоряжения клуба. В апреле 2024 года в пресс-службе клуба сообщили, что футболист был планово прооперирован и сейчас проходит процесс восстановления. В июне 2024 года футболист полноценно вернулся в строй клуба, однако оставался на скамейке запасных. Первый матч после операции футболист сыграл лишь 24 августа 2024 года против новополоцкого «Нафтана», выйдя на замену на 74 минуте. В скором времени футболист вернул себе место в стартовом составе клуба, однако результативными действиями не отличился. По итогу сезона футболист вместе с клубом завершил чемпионат на итоговом двенадцатом месте. 

#### Сезон 2025
В январе 2025 года футболист продлил контракт со «Сморгонью» ещё на сезон. Первый матч в новом сезоне футболист сыграл 13 апреля 2025 года против брестского «Динамо», выйдя на поле в стартовом составе.